# MLI-84
MLI-84 (Mașina de Luptă a Infanteriei Model 1984) – rumuński bojowy wóz piechoty produkowany przez firmę Romtehnica. Głęboka modernizacja BMP-1.

## Historia
W 1982 roku Rumunia zakupiła w ZSRR licencję na wytwarzanie bojowego wozu piechoty BMP-1. Jednocześnie uzyskała prawo do adaptacji konstrukcji tego wozu do możliwości rodzimego przemysłu. Podstawową zmianą wprowadzoną przez konstruktorów rumuńskich była zamiana radzieckiego silnika UTD-20 importowanym z USA silnikiem Continental 8V-1240-DT-S. Miał on większą moc, ale także wymiary i masę. W rezultacie konieczna była przebudowa przedziału napędowego i powiększenie zbiorników paliwa do 600 l. W rezultacie tych zmian kadłub wydłużył się o 60 cm i został poszerzony o 36 cm. Wydłużenie kadłuba spowodowało zwiększenie odstępów pomiędzy kołami nośnymi. Uzbrojenie MLI-84 składa się z identycznych wzorów jak w BMP-1 (działo 73 mm 2A28 sprzężone z karabinem maszynowym 7,62 mm i wyrzutnią pocisków kierowanych Malutka), lecz uzupełniono je o przeciwlotniczy karabin maszynowy 12,7 mm DSzK umieszczony na obrotnicy przymocowanej do lewego, tylnego, górnego włazu desantowego, z zapasem 500 nabojów. Ponadto, Rumuni używali pocisków kierowanych Malutka-M2T, produkowanych w Jugosławii.
Wprowadzenie tych modyfikacji spowodowało duży wzrost masy – o 3,4 tony, i w rezultacie, choć producent podaje, że pojazd pływa bez przygotowania, zdolność do pokonywania przeszkód wodnych spadła. Dodatkowo strzelec wkm-u DSzK blokuje lewe, tylne drzwi do przedziału desantowego.
Produkcję MLI-84 rozpoczęto w 1985 roku. Do końca produkcji w 1991 roku wyprodukowano około 170 bojowych wozów piechoty tego typu (spotyka się liczbę 178).
Pod koniec lat 90. XX wieku powstała we współpracy z przemysłem Izraela zmodernizowana wersja MLI-84M, powstała przez przebudowę istniejących pojazdów. Posiada ona nową wieżę OWS-25R z armatą automatyczną kalibru 25 mm Oerlikon KBA i dwoma wyrzutniami ppk Spike-LR. Montaż izraelskiej wieży spowodował wzrost masy do 17 ton, w rezultacie konieczne było zainstalowanie mocniejszego silnika Perkins CV8T-400 o mocy 295 kW. MLI-84M utracił możliwość pokonywania przeszkód wodnych bez specjalnego przygotowania. Prototypy powstały w 2003 roku, a oficjalnie przyjęto ten model do służby w 2005 roku. Zmodernizowano ok. 100 pojazdów.

## Opis
MLI-84 jest bojowym wozem piechoty przeznaczonym do wsparcia czołgów. Jest zdolny do przewożenia piechoty, zapewniając jej zabezpieczenie przed pociskami broni ręcznej oraz wsparcie, gdy przystępuje ona do działania poza pojazdem. BMP-1 stanowi wyposażenie piechoty zmechanizowanej.
Załogę MLI-84 tworzy dowódca, działonowy, kierowca i ośmiu żołnierzy desantu. Kierowca i dowódca zajmują miejsce w przedziale kierowania (jeden za drugim), działonowy w wieży, a desant w tylnej części pojazdu.
Kadłub MLI-84 tworzy sztywną skrzynię zespawaną ze stalowych blach.
W przedniej części kadłuba znajdują się przedziały kierowania i napędowy z silnikiem Continental 8V-1240-DT-S. W środkowej przedział bojowy z wieżą, a w tylnej przedział desantu.
W przedziale napędowym umieszczony jest silnik i układ przeniesienia mocy. Napęd MLI-84 stanowi 8-cylindrowy, czterosuwowy, wysokoprężny, chłodzony cieczą silnik Continental 8V-1240-DT-S. Ma on moc 265 kW. Moc z silnika na koła napędowe jest przenoszona przy pomocy sterowanego mechanicznie i hydraulicznie mechanicznego układu przeniesienia mocy. Mechanizm przenoszenia mocy umożliwia ruch wozu do tyłu, hamowanie oraz skręcanie. Łączny zapas paliwa wynosi 600 dm³.
MLI-84 posiada zawieszenie niezależne na wałkach skrętnych. Każde z 12 kół jezdnych jest połączone za pomocą wahacza z wałkiem skrętnym. Wahacze pierwszej pary kół nośnych są dodatkowo zamocowane do teleskopowych amortyzatorów hydraulicznych dwustronnego działania. Napęd z silnika jest przekazywany na znajdujące się w przedniej części pojazdu koła napędowe. Z tyłu pojazdu znajdują się koła napinające.
W przedziale kierowania stanowiska mają kierowca i dowódca.
W środkowej części pojazdu znajduje się przedział bojowy z wieżą obrotową. Wieża pancerna ma kształt stożka ściętego. W wieży znajduje się zasadnicze uzbrojenie wozu: 73 mm armata 2A28 Grom i sprzężony z nią karabin maszynowy. Nad lufą armaty znajduje się wyrzutnia 9S415 pocisków 9M14M Malutka. Uzbrojenie nie jest stabilizowane.
W przedziale tylnym miejsca zajmują żołnierze desantu. Mogą oni prowadzić ogień z broni osobistej (przez strzelnice w burtach pojazdu) i z przeciwlotniczego wkm-u DSzK umieszczonego na obrotnicy przymocowanej do lewego, tylnego, górnego włazu desantowego.

## Dane taktyczno-techniczne

### MLI-84
- załoga – 3 + 8
- masa – 16 600 kg
- długość – 7320 mm
- szerokość – 3150 mm
- wysokość – 2110 mm
- prześwit – 400 mm

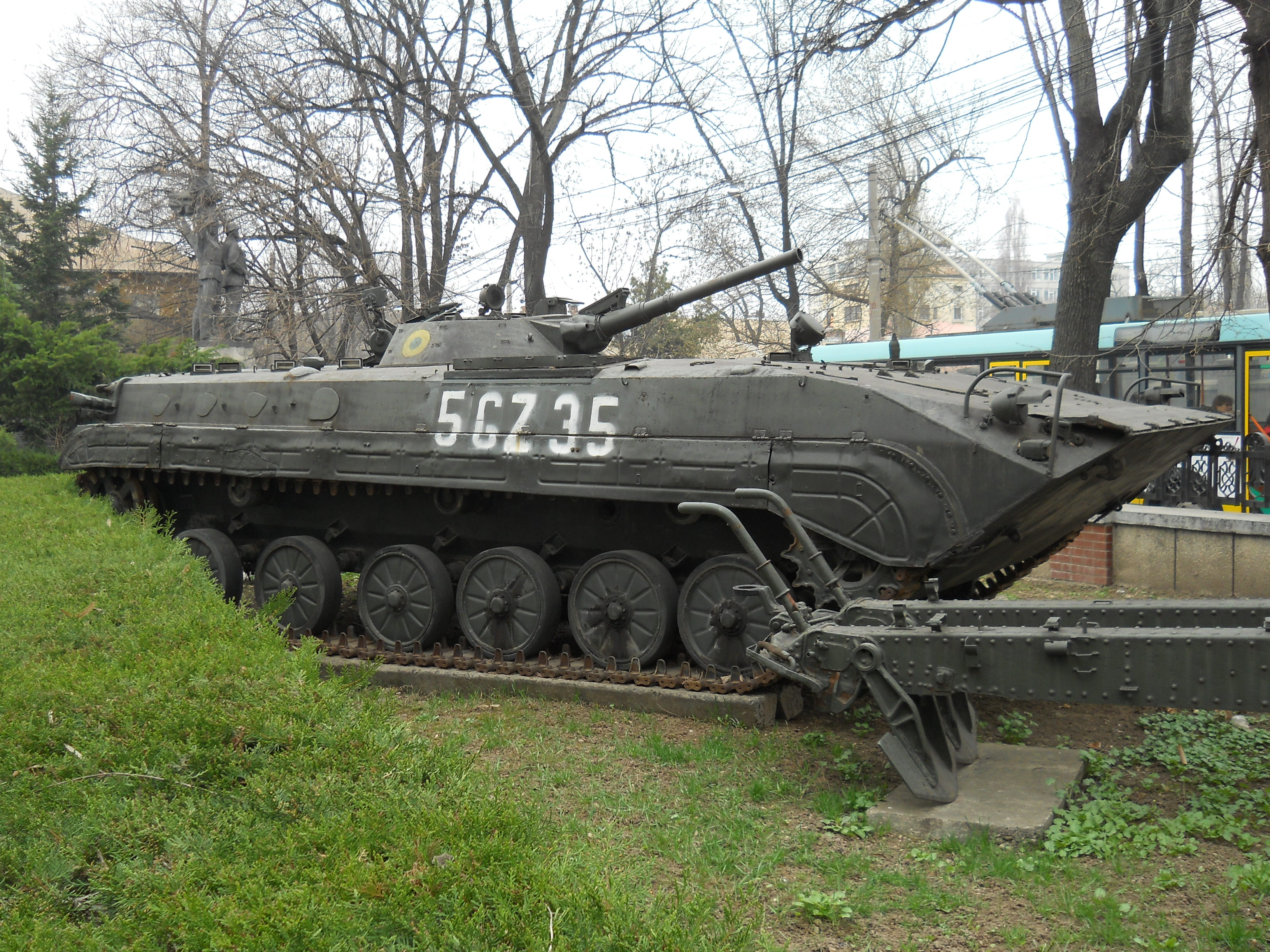
MLI-84 w Muzeul Militar Național w Bukareszcie

- typ silnika – Continental 8V-1240-DT-S
- moc – 265 kW
- zasięg – 600 km
- prędkość – 70 km/h

### MLI-84M1

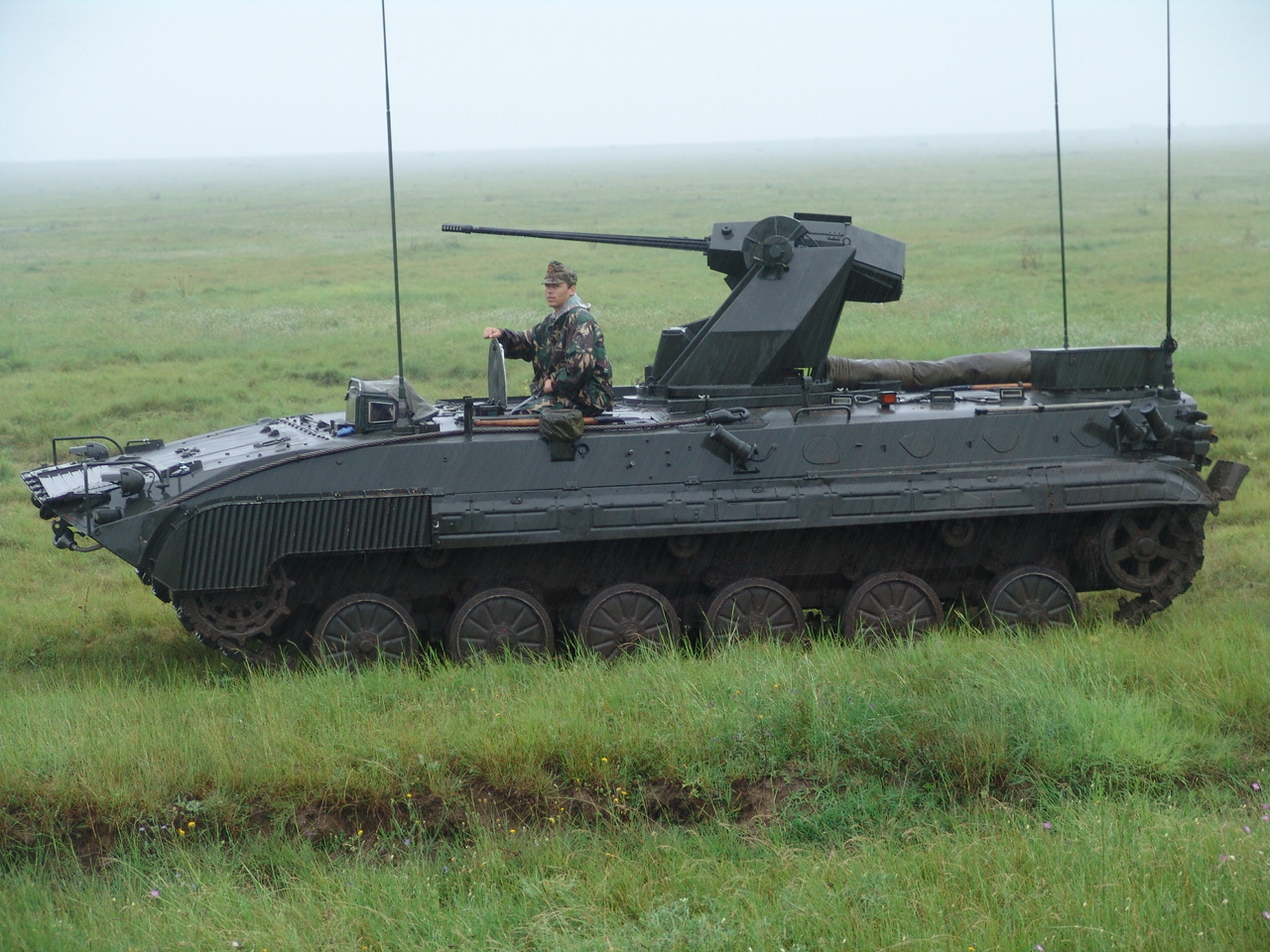
MLI-84M na poligonie

- załoga – 3 + 8
- masa – 17 100 kg
- długość – 7320 mm
- szerokość – 3300 mm
- wysokość – 2942 mm
- prześwit – 400 mm
- typ silnika – Perkins CV8T-400
- moc – 295 kW
- zasięg – 550 km
- prędkość – 65 km/h